# Tresana
Tresana (Tresàna nel dialetto della Lunigiana) è un comune italiano sparso di 1 880 abitanti della provincia di Massa-Carrara in Toscana. La sede municipale è situata nella frazione di Barbarasco.

## Geografia fisica
Il comune di Tresana è situato nella regione storica della Lunigiana, sulla sponda destra del fiume Magra. Confina a nord con il comune di Mulazzo, ad est con quelli di Villafranca in Lunigiana e Licciana Nardi, a sud con quelli di Podenzana e Bolano, quest'ultimo in provincia della Spezia, e ad ovest con quello di Calice al Cornoviglio, anch'esso in provincia della Spezia. I centri abitati che compongono il territorio tresanese si sviluppano lungo le vallate dei torrenti Osca e Penolo, entrambi affluenti di destra del Magra.

### Classificazione sismica
- Classificazione sismica: zona 2 (sismicità medio-alta), Ordinanza PCM 3274 del 20-3-2003
- Classificazione climatica: zona D, 1848 GG
- Diffusività atmosferica: media, Ibimet CNR 2002

## Storia
Intorno ad una fortificazione di origine bizantina, una turris, da cui Turresana, si sviluppò il borgo di Tresana, concesso dall'imperatore Federico Barbarossa nel 1164 ai Malaspina di Mulazzo. Nel 1559 divenne marchesato indipendente sotto i Malaspina del ramo di Lusuolo fino al 1652, sebbene posto dal 1575 sotto il protettorato del Granducato di Toscana.
Sotto i Malaspina fu attiva una zecca che coniò monete per un breve periodo.
Con la loro estinzione lo staterello fu occupato dalla Spagna in nome dell'imperatore. Venduto all'asta, il feudo venne acquistato per 123 000 lire toscane dai principi Corsini di Firenze che lo amministrarono con propri vicari fino all'abolizione napoleonica dei feudi del 1797. Dal 1814 al 1859 fece parte del ducato di Modena.
Con la soppressione del comune di Terrarossa ha ottenuto il 1º giugno 1869 la frazione di Riccò.
Il 18 gennaio 2012, durante alcuni lavori di manutenzione, il metanodotto che attraversa il territorio comunale esplose in località Mulino, causando decine di feriti.

### Simboli
Lo stemma comunale è troncato: nella parte superiore è raffigurato un castello, fondato sulla troncatura, con una sola torre, da cui il paese avrebbe tratto il nome, circondata da due rami di spino secchi (in riferimento all'arme dei Malaspina dello Spino Secco); la parte inferiore è ispirata al blasone della famiglia dei Corsini che era di rosso, a tre bande d'argento, e alla fascia attraversante d'azzurro. Il gonfalone è un drappo di giallo.

## Monumenti e luoghi d'interesse

### Architetture militari
- Castello Malaspina di Tresana
- Castello di Giovagallo
- Castello di Riccò
- Castello di Villa di Tresana

### Architetture religiose
- Chiesa di San Giorgio Martire, situata nella frazione di Tresana.
- Chiesa dei Santi Quirico e Giulitta, situata nel capoluogo Barbarasco.
- Chiesa di San Brizio Vescovo, situata nella frazione di Bola.
- Chiesa dei Santi Prospero e Caterina, situata nella frazione di Careggia.
- Chiesa di San Lorenzo Martire, situata nella frazione di Novegigola.
- Chiesa di Santa Maria Assunta, situata nella frazione di Riccò.
- Chiesa di San Siro, situata nella frazione di Villa di Tresana.
- Oratorio di San Francesco, situato nella frazione di Barbarasco.
- Oratorio di Santa Lucia, situato nella frazione di Villa di Tresana.
- Chiesa di San Domenico, situata nella frazione di Villecchia.

## Referenze dantesche
(Dante Alighieri, Divina Commedia, Pur XIX, 142-44)
Le vestigia del castello malaspiniano di Giovagallo sono ciò che resta della gloriosa dimora che fu di Moroello Malaspina (il vapor di Val di Magra di Inf XXIV 145-51) e di sua moglie Alagia Fieschi. A lei Dante riservò un elogio particolarmente aggraziato. Secondo l'interpretazione data dal Centro Lunigianese di Studi Danteschi, essendo la nobildonna assai prodiga di suffragi per i propri defunti, non avrebbe avuto bisogno dell'intercessione di alcuno per assurgere al Paradiso; perciò il Poeta, per bocca dello zio, papa Adriano V, la dice «buona da sé» in Pur XIX 142-145. Per un personaggio lunigianese si tratta, peraltro, della referenza più "alta" nella scala ascendente della Divina Commedia.

## Società

### Evoluzione demografica
Abitanti censiti

## Geografia antropica

### Frazioni
Oltre al capoluogo (Barbarasco), molto interessanti sono, salendo, il borgo di Corneda, il borgo di Bottria e la frazione di Careggia, formata da piccoli nuclei immersi nel verde dei castagneti: Ceppino, Bocco, Cavecchia, Serrapiana, In fondo alla Villa, Quercia e Chiesa. In quest'ultima si trova la chiesa parrocchiale dei SS. Prospero e Caterina. Tornando sulla provinciale e continuando a salire si arriva a Fontanedo e si prosegue per Groppo, per poi raggiungere Bola e quindi Giovagallo, dove sono ancora visibili i ruderi della vecchia chiesa e dell'antica canonica. Sopra Giovagallo si trova la pineta di Preda bianca ("Pietre bianche"), un angolo di verde molto bello. Proseguendo da Giovagallo s'incontrano Vigonzola, Tavella, Debirotti, Novegigola, proseguendo, si arriva alla frazione di Meredo, Camposopra e agli abitati di Cercò, Ricco, Canala, Tassonarla e Nave, da dove si può raggiungere Penolo (che prende il nome dal torrente). Dalla Tavella si può raggiungere a piedi le vestigia del castello malaspiniano di Giovagallo. Da Barbarasco si può anche giungere a Catizzola, mentre da Corneda si arriva a Tresana (che dà il nome al comune)  il cui castello è stato recentemente oggetto di restauro. Dirigendosi verso la frazione di Villa si incontra Castello, borgo conservato e ristrutturato con cura con alla sommità un castello-fortezza di grande fascino (ora residenza privata) e poi Villa Rosticciola, Villecchia e Ortigaro. Da Tresana si può risalire un'altra vallata e giungere alla Folla e poi a Lorenzana e Popetto. Tutti questi piccoli villaggi sono circondati dal verde dei boschi e dalle Alpi Apuane.

## Amministrazione
Di seguito è presentata una tabella relativa alle amministrazioni che si sono succedute in questo comune.
| Periodo        | Periodo        | Primo cittadino  | Partito                                         | Carica  | Note  |
| -------------- | -------------- | ---------------- | ----------------------------------------------- | ------- | ----- |
| 3 luglio 1985  | 15 giugno 1990 | Silvio Guerri    | Partito Socialista Italiano                     | Sindaco | [ 9 ] |
| 15 giugno 1990 | 24 aprile 1995 | Giannetto Uberti | Partito Socialista Democratico Italiano         | Sindaco | [ 9 ] |
| 24 aprile 1995 | 14 giugno 1999 | Giannetto Uberti | centro                                          | Sindaco | [ 9 ] |
| 14 giugno 1999 | 14 giugno 2004 | Giannetto Uberti | centro-sinistra (liste civiche)                 | Sindaco | [ 9 ] |
| 14 giugno 2004 | 7 giugno 2009  | Oriano Valenti   | lista civica                                    | Sindaco | [ 9 ] |
| 8 giugno 2009  | 26 maggio 2014 | Oriano Valenti   | Partito Democratico                             | Sindaco | [ 9 ] |
| 26 maggio 2014 | 27 maggio 2019 | Matteo Mastrini  | lista civica di centro-destra Tresana nel cuore | Sindaco | [ 9 ] |
| 27 maggio 2019 | in carica      | Matteo Mastrini  | lista civica di centro-destra Tresana nel cuore | Sindaco | [ 9 ] |

## Sport

### Infrastrutture
Il campo sportivo comunale è il Bruno Bianchini, situato nella frazione di Barbarasco.

### Calcio
L'Atletico Tresana è una società calcistica amatoriale che gioca le sue partite al "Bruno Bianchini" di Barbarasco.